# Преименувани селища по време на комунистическия режим, невъзвърнали старите си имена след 1989 г.
Това е списък на селища в България, преименувани от идеологически съображения по време на комунистическия режим, невъзвърнали старите си имена след промените, настъпили през 1989 година.
Тези селища могат да се класифицират в няколко групи:
- стари селища, преименувани по идеологически причини, като новите им имена са свързани с комунистическата идеология – например Фердинандово, преименувано в Първенец;
- стари селища, преименувани по идеологически причини, като новите им имена не са свързани с комунистическата идеология – например Фердинандово, преименувано в Янтра;
- стари селища, преименувани в чест на комунистически дейци, партизани и прочие – например Гушанци, преименувано на Замфирово;
- нови селища, образувани от сливане на две или повече селища, именувани в чест на комустически дейци – например Гаврил Геново от селата Сотучино и Илица;
- нововъзникнали селища, именувани в чест на комунистическата идеология – например Първомай.

## Списък на селищата по области

### Област Благоевград
- Благоевград – преименуван през 1950 г. в чест на Димитър Благоев, старо име Горна Джумая;
- Първомай – новобразвувано селище със статут на село от 12 декември 1955 г., именувано в чест на Деня на труда;
- Ваклиново – преименувано през 1960 г. в чест на мл. с-т Вергил Ваклинов, загинал в престрелка с 4-ма диверсанти, старо име Марулево;
- Сандански – преименуван през 1949 г. в чест на Яне Сандански, старо име Свети Врач.

### Област Бургас
- Ведрово – преименуванo през 1964 г., старо име Зайчари, до 1938 г. Казалък;
- Велислав – преименуванo през 1978 г. на името на партизанина Велислав Драмов[1], старо име Фелкач;
- Гранитец – преименуванo през 1952 г., старо име Троица, до 1934 г. Реджеб махле;
- Дъбовица – преименуванo през 1978 г., старо име Шехово;
- Кирово – преименувано през 1950 г. в чест на Киро Попстефанов, учител и участник в Септемврийското въстание, старо име Мадлеш;
- Радойново – преименуванo през 1950 г., старо име Кирил, до 1906 г. Боклуджа;
- Славянци – преименуванo през 1947 г., старо име Фердинандово, до 1890 г. Черкешлии;
- Светлина – преименуванo през 1951 г., старо име Господарево, до 1934 г. Бей махле;
- Черноморец – преименуван през 1951 г., старо име Свети Никола.

### Област Варна
- Гроздьово – преименуванo през 1950 г. в чест на Гроздьо Желев, старо име Раковец, до 1934 г. Кюпрю кьой;
- Детелина – преименуванo през 1965 г., старо име Свети Иван, до 1934 г. Дервиш Мюслюм;
- Каменар – преименуванo през 1947 г., старо име Надежда, до 1934 г. Голяма Франга;
- Комунари – новобразвувано селище през 1950 г. от сливането на селата Горна Мурна и Долна Мурна;
- Млада гвардия – преименуванo през 1950 г. в чест на младежката нелегална оргазнизация Млада гвардия, старо име Князево, до 1934 г. Бейлии;
- Партизани – новобразвувано селище през 1950 г. от сливането на селата Ганчево и  Преджа;
- Цонево – преименуванo през 1950 г. в чест на Цоньо Тодоров, старо име Ракла, до 1934 г. Сандъкчии.

### Област Велико Търново
- Балканци – преименуванo през 1947 г., старо име Климентинино, до 1893 г. Исуфани;
- Благоево – преименуванo през 1946 г. в чест на Димитър Благоев, старо име Мария Луизино, до 1893 г. Ревиш;
- Велчево – преименуванo през 1951 г., старо име Марийно, до 1893 г. Фида бей;
- Горно Шивачево – преименуванo през 1947 г., старо име Горно Борисово, до 1934 г. Келлери (през 1984 г. присъединено към Долно Шивачево);
- Долно Шивачево – преименуванo през 1947 г., старо име Долно Борисово, до 1934 г. Терзилери;
- Камен – преименуванo през 1951 г. в чест на партизанина Камен (Марко Ангелов), старо име Теодосиево, до 1934 г. Чаир;
- Мирово – преименуванo през 1951 г., старо име Пашовско, до 1934 г. Паша кьой;
- Първомайци – новобразвувано селище през 1955 г. от сливането на селата Сергювец и Темниско;
- Обединение – преименуванo през 1948 г., старо име Княз Симеоново.

### Област Видин
- Гомотарци – преименуванo през 1947 г., старо име Евдокия;
- Гранитово – преименуванo през 1949 г., старо име Калугер;
- Димово – преименуван през 1951 г. чест на партизанина Димо (Живко Пуев), старо име Княз Александрово, до 1936 г. Влайково, до 1880 г. Александрово;
- Динково – преименуванo през 1950 г. в чест на комунистическия деец Динко (Господин Райков), старо име Борисово, до 1881 г. Хасанова махала;
- Дружба – преименуванo през 1964 г., старо име Свети Петър, до 1934 г. Молалия;
- Коста Перчево – преименуванo през 1950 г. в чест на братя партизани Коста и Перчо, старо име Пседерци;
- Покрайна – преименуванo през 1951 г., старо име Цар Борисово, до 1934 г. Керим бег;
- Септемврийци – преименуванo през 1960 г., старо име Толовица;
- Тошевци – преименуванo през 1950 г. в чест на местния партиен секретар Тошо Герговски, старо име Урбабинци.

### Област Враца
- Михайлово – преименуванo през 1950 г. в чест на местния комунист Михаил Кънчев, старо име Долна Гнойница;
- Нивянин – преименуванo през 1950 г. в чест на партизанина Иван Нивянин, старо име Джурилово;
- Стояновци – преименуванo през 1947 г. в чест на партизаните братя Стоянови, старо име Кирилово, до 1934 г. Мушат.

### Област Габрово
- Буря – преименувано през 1950 г. в чест на партизанката Стефана Цонева (Буря)[2], старо име Малкочево;
- Велково – преименуванo през 1951 г., старо име Царето;
- Младен – преименуванo през 1951 г. в чест на партизанина Минчо Георгиев (Младен), старо име Букурово;
- Янтра – преименуванo през 1947 г., старо име Фердинандово, до 1891 г. Адъмово.

### Област Добрич
- Александър Стамболийски – преименуванo през 1947 г., старо име Симеоново, до 1906 г. Сахтианлък;
- Божурово – преименуванo през 1945 г., старо име Малиново, до 1942 г. Настрадин (Настрадън);
- Бенковски – преименуванo през 1947 г., старо име Мария Луиза, до 1942 г. Екисче;
- Ведрина – преименуванo през 1946 г., старо име Фердинандово, до 1942 г. Кадиево;
- Добрево – преименуванo през 1949 г., старо име Германци, до 1942 г. Али анифе (Али калфа);
- Дончево – преименуванo през 1947 г., старо име Княз Симеоново, до 1942 г. Титу Майореску (селото е основано по време на румънската окупация);
- Огняново – преименуванo през 1947 г., старо име Надежда, до 1899 г. Кючук Ахмед;
- Орляк – преименуванo през 1947 г., старо име Макензен, до 1942 г. Трубчолар;
- Росеново – преименуванo през 1945 г., старо име Поручик Лимонов, до 1942 г. Кара Синан;
- Свобода – преименуванo през 1945 г., старо име Княз Кирил, до 1942 г. Мансър кьой (Мансърово);
- Септемврийци – преименуванo през 1947 г., старо име Цар Борис, до 1942 г. Делне бей кьой;
- Стефан Караджа – преименуванo през 1945 г., старо име Бранник, до 1942 г. Войнещ (селото е основано по време на румънската окупация).

### Област Кърджали
- Бенковски – преименуванo през 1947 г., старо име Кирил;
- Метличина – преименуванo през 1947 г., старо име Генерал Панайотово, до 1934 г. Али паша;
- Орлица – преименуванo през 1966 г., старо име Протогерово, до 1934 г. Узун химетлер.;

### Област Кюстендил
- няма

### Област Ловеч
- Горан – преименуванo през 1951 г. в чест на патизанина Горан (Иван Вълчев), старо име  Долно Павликене;
- Кирчево – преименуванo през 1971 г. в чест на ятака Кирил Вълов – Кирчо, старо име Помашка Лешница;
- Кърпачево – преименуванo през 1950 г. в чест на партизанина Христо Кърпачев, старо име Надежда, до 1923 г. Юруклери;
- Прелом – преименуванo през 1950 г., старо име Василево, до 1925 г. Долни бивол;
- Славяни – преименуванo през 1950 г., старо име Симеоново;
- Чавдарци – преименуванo през 1950 г., старо име Лъжене.

### Област Монтана
- Благово – преименуванo през 1949 г. в чест на комуниста Тодор Благов, старо име Ново село;
- Владимирово – преименуванo през 1949 г. в чест на комуниста Владимир Минчев, старо име Люта;
- Гаврил Геново – новобразвувано селище през 1955 г., наречено в чест на комуниста Гаврил Генов, чрез сливането на селата Сотучино и Илица;
- Георги Дамяново – преименуванo през 1958 г. в чест на комуниста Георги Дамянов, старо име Лопушна;
- Доктор Йосифово – преименуванo през 1950 г. в чест на комуниста д-р Йосиф Йосифов, старо име Вълкова Слатина;
- Замфир – преименуванo през 1954 г. в чест на партизанина Замфир Хаджийски, старо име Дългошевци;
- Замфирово – през 1947 г. в чест на комуниста Замфир Попов, старо име Гушанци;
- Николово – преименуванo през 1949 г., старо име Баня;
- Септемврийци – преименуванo през 1947 г., старо име  Горна Гнойница;
- Станево – преименуванo през 1950 г. в чест на септемврийските въстаници, старо име Лабец;
- Стояново – преименуванo през 1951 г. в чест на  Стоян Лилков, старо име Сердар;
- Трайково – новобразвувано селище през 1950 г., наречено в чест на Трайко Попов, чрез сливането на селата Ключова махала и Криводол;
- Трифоново – преименуванo през 1950 г. в чест на местен участник в Септемврийското въстание[3], старо име Пропължане;
- Якимово – преименуванo през 1950 г. в чест на партизанина Яким Атанасов, старо име Прогорелец.

### Област Пазарджик
- Велинград – новобразвувано селище през 1948 г., наречено в чест на Вела Пеева, чрез сливането на селата Каменица, Лъжене и Чепино;
- Огняново – преименуванo през 1949 г., старо име Марица, до 1937 г. Саладиново;
- Памидово – преименуванo през 1947 г., старо име Царско, до 1934 г. Шахларе;
- Свобода – преименуванo през 1947 г., старо име Цар Борис, до 1934 г. Кепелии;
- Септември – новобразвувано селище през 1949 г., наречено в чест на загиналите в Септемврийското въстание, чрез сливането на селата Сараньово и Гара Сараньово, до 1934 г. Саран бей и Гара Саран бей.

### Област Перник
- Байкалско – преименувано през 1951 г., старо име Чокльово;
- Велиново – преименувано през 1950 г. в чест на партизанина Велин Ангелов, старо име Мисловщица;
- Драгомирово – преименувано през 1950 г., старо име Ново село;
- Неделково – преименувано през 1950 г. в чест на ятака Неделко Савков, старо име Баба;
- Стефаново – новобразвувано селище през 1955 г., чрез сливането на селата  Проваленица и Горни Раковец.

### Област Плевен
- Асеновци – преименувано през 1950 г., старо име Осма Калугерово;
- Байкал – преименувано през 1950 г., старо име Борил, до 1934 г. Бешлии;
- Градина – преименувано през 1947 г., старо име Кирилово, до 1934 г. Мъдьовене;
- Евлогиево – преименувано през 1949 г. в чест на партизанина Евлоги Ангелов, старо име Слатина;
- Лазарово – преименувано през 1950 г. в чест на партизанина Лазар, старо име Струпен;
- Ленково – преименувано през 1950 г. в чест на партизанина Ленко Мишев, старо име Коприва;
- Любеново – преименувано през 1949 г. в чест на партизанина Любен Дочев, старо име Мършовица;
- Малчика – преименувано през 1950 г. в чест на партизанина Адалберт Антонов - Малчика, старо име Лъжене;
- Победа – новообразувано селище през 1961 г. от н.м. ДЗС „Георги Димитров“ (от 1947 г.), бивш Държавен завод за добитък „Клементина“;
- Тодорово – преименувано през 1950 г. в чест на ятака Тодор Цанев, старо име Учин дол.

### Област Пловдив
- Градина – преименувано през 1950 г., старо име Царско село, до 1906 г. Чакърджии;
- Гълъбово – преименувано в чест на Никола Гълъбов през 1950 г., старо име Новосел;
- Искра – преименувано през 1950 г. по псевдонима на партизанката Клара Ешкенази (Искра), старо име Попово, до 1906 г. Караджилар;
- Климент – преименувано през 1966 г., старо име Свети Климент, до 1934 г. Овчеларе;
- Милево – преименувано през 1947 г. по бащиното име на комунистическия деец Христо Милев Христов[4], старо име Надеждино, до 1934 г. Сатъ Бегово;
- Неделево – преименувано през 1951 г. по името на партизанина Васил Неделев[5], старо име Свети Наум, до 1934 г. Насва кьой;
- Правище – преименувано през 1947 г., старо име Малко Борисово, до 1934 г. Дорутлии;
- Първенец – преименувано през 1946 г., старо име Фердинандово, до 1889 г. Дермен дере;
- Първомай – преименуван през 1945 г., старо име Борисовград, до 1894 г. Хаджи Елес;
- Руен – преименувано през 1963 г. по псевдонима на партизанина Лазар Стоев (Руен)[6], старо име Богородично, до 1934 г. Паная;
- Труд – преименувано през 1947 г., старо име Климентина, до 1943 г. Климентово, до 1889 г. Чирпилие;
- Храбрино – преименувано през 1960 г., старо име Свети Спас, до 1934 г. Сотир.

### Област Разград
- Благоево – преименувано в чест на Димитър Благоев през 1947 г., старо име  Батемберг, до 1880 г. Кара Мурад;
- Гецово – преименувано в чест на партизанина Гецо Неделчев през 1948 г., старо име Борисово, до 1894 г. Хасанлар;
- Дянково – преименувано в чест на комуниста Дянко Стефанов през 1950 г., старо име Калово;
- Здравец – преименувано през 1947 г., старо име Симеоново, образувано през 1943 г. от сливането на селата Голям Торсун и Малък Торсун.

### Област Русе
- Борово – преименувано през 1958 г., старо име Горна Манастирица;
- Волово – преименувано през 1951 г., старо име Долна Манастирица;
- Николово – новобразвувано селище през 1955 г., наречено в чест на комуниста Никола Попов, чрез сливането на селата Гагаля и Липник;
- Смирненски – преименувано през 1950 г., старо име Княжева поляна, до 1934 г. Бей алан.

### Област Силистра
- Българка – преименувано през 1951 г., старо име Полковник Боде, до 1942 г. Бръчма ени кьой;
- Грънчарово – преименувано през 1950 г., старо име Димитър Петков, до 1942 г. Хасан факъ;
- Дичево – преименувано през 1951 г., старо име Полковник Тошково, до 1942 г. Кемал кьой;
- Добруджанка – преименувано през 1951 г., старо име Генерал Недялково, до 1942 г. Кютюклии;
- Йорданово – преименувано в чест на Йордан Димов[7] през 1947 г., старо име Сабин, до 1942 г. Голебина чаталджа;
- Ножарево – преименувано през 1947 г., старо име Поручик Геново, до 1942 г. Масутлар;
- Пожарево – преименувано през 1947 г., старо име Генерал Драганово, до 1942 г. Български Косуй;
- Стефан Караджа – преименувано през 1945 г., старо име Генерал Жеково, до 1943 г. Севар, до 1942 г. Ахматлар;
- Средище – преименувано през 1951 г., старо име Княжево, до 1942 г. Бей бунар.

### Област Сливен
- няма

### Област Смолян
- Студенец – преименувано през 1951 г., старо име Владиково, до 1934 г. Савтъще.

### Софийска област
- Антон – преименувано в чест на партизанина Стефан Минев – Антон през 1950 г., старо име Лъжене;
- Владо Тричков – преименувано в чест на партизанина Владо Тричков през 1952 г., старо име Елин Пелин;[8]
- Костадинкино – новобразвувано селище през 1986 г., наречено в чест на партизанката Костадинка Василева, чрез сливането на махалите Брънковци, Млечановци, Полиовци, Семковци и Яздирастовци;
- Миланово – преименувано в чест на Милан Трупльов през 1950 г., старо име Осиково;
- Огняново – преименувано в чест на местния партизанин Илия Генев - Огнян през 1950 г., старо име Сглединци, до 1934 г. Гюреджия;[9]
- Пауново – преименувано в чест на местния секретар на БЗНС Димитър Паунов през 1951 г., старо име Кутрахци;[10]
- Равно поле – преименувано през 1950 г., старо име Робертово, до 1894 г. Бариево;
- Томпсън – създадено през 1960-а чрез обединяването на населените местности Гара Томпсън, Ливаге, Липата, Церови страги, Малък Бабул, Бабул и Завоя;
- Трудовец – преименувано през 1950 г., старо име Лъжене;
- Чавдар – преименувано през 1946 г., старо име Радославово, до 1899 г. Коланларе.

### Област Стара Загора
- Братя Даскалови – преименувано в чест на братята Димитър, Иван и Никола през 1950 г., до 1947 г. Гроздово, старо име Малко Борисово, до 1906 г. Бурнусус;
- Братя Кунчеви – преименувано в чест на брататя партизани Кунчо и Генчо Кунчеви през 1956 г. старо име Черково;
- Бяло поле – преименувано през 1950 г., старо име Климентиново, до 1891 г. Кючуклери;
- Гита – преименувано в чест на партизанката Гита Господинова през 1949 г., старо име Малко Шивачево, до 1934 г. Западно Шивачево, до 1906 г.  Кара Терзилери;
- Искрица – преименувано през 1960 г., старо име Стражари, до 1906 г. Колчуларе;
- Кирилово – преименувано през 1971 г., до 1951 Кирилметодиево, старо име Свети Кирилово, до 1893 г. Ашик сенеклии;
- Княжевско – преименувано през 1981 г., старо име Разкаяни, до 1947 г. Царица Йоана, до 1934 г. Разкаяни, до 1906 г. Пишмана;
- Конаре – преименувано през 1947 г., старо име Княгиня Евдокия, до 1934 г. Конари;
- Колю Мариново – преименувано в чест на партизанина Колю Маринов през 1949 г., старо име Радомир, до 1906 г. Колачево;
- Кънчево – преименувано през 1950 г. на името на социалиста-учител Кънчо Цанков[11], старо име Горно Градище, до 1906 г. Ишиклии (Ашиклии);
- Манолово – преименувано в чест на партизанина Михал Захариев – Манол през 1947 г., старо име Борисово, до 1894 г. Малко село;
- Мирово – преименувано през 1951 г., старо име Стражар, до 1906 г. Сеймен;
- Найденово – преименувано през 1960 г., старо име Нова махала;
- Партизанин – преименувано през 1951 г. (уточнено през 1966 г.), старо име Омурово;
- Подслон – преименувано през 1950 г., старо име Царьово, до 1902 г. Кара бунар;
- Целина – преименувано през 1951 г., старо име Куза;
- Юлиево – преименувано в чест на дееца на БКП Тодор Юлиев през 1951 г. (уточнено през 1966 г.), старо име Долни Мъдреци, до 1906 г. Долно Софуларе;
- Шаново – преименувано през 1949 г. в чест на Бончо Ив. Шанов, старо име Оряхово, до 1906 г. Козлуджа.

### Област Търговище
- Антоново – преименувано в чест на комуниста Антон Кръстев през 1949 г., старо име Поляне, до 1883 г. Яйла кьой;[12]
- Горно Новково – преименувано в чест на партизанина Ангел Новков през 1949 г., старо име Горно Крумово, до 1934 г. Хас кестане;
- Долно Новково – преименувано в чест на партизанина Ангел Новков през 1949 г., старо име Долно Крумово, до 1934 г. Ефрас кестане;
- Камбурово – преименувано в чест на политкомисаря Димитър  Камбуров през 1949 г., старо име Палатица, до 1934 г. Хасан факъ;
- Славяново – преименувано през 1947 г., старо име Борисово, до 1894 г. Караач.

### Област Хасково
- Александрово – преименувано през 1947 г., старо име Княз Александрово, до 1906 г. Куруджиево (Коруджии);
- Браница – преименувано през 1961 г., старо име Набожно, до 1906 г. Салихлер;
- Георги Добрево – преименувано в чест на партизанина Георги Добрев през 1947 г., старо име Кирилово, до 1906 г. Бунаклии;
- Димитровград – новобразвувано селище през 1947 г., наречено в чест на Георги Димитров, чрез сливането на селата Марийно, Раковски и Черноконьово;
- Нова Надежда – преименувано през 1946 г., старо име Княгиня Надежда, до 1937 г. Надежда, до 1906 г. Гердима;
- Николово – преименувано в чест на комуниста Никола Арнаудов през 1950 г., старо име Старо село, до 1906 г. Ески кьой;[13]
- Поляново – преименувано през 1947 г. (уточнено през 1966 г.), старо име Фердинандово, до 1906 г. Оваджик (Българско Оваджик);
- Славяново – преименувано през 1946 г., старо име Княз Борисово, до 1906 г. Корашлии;
- Сталево – преименувано в чест на ятака Сталю Георгиев Панев през 1950 г., старо име Преслав, до 1906 г. Юсузлур;
- Стамболийски – преименувано през 1947 г., старо име Кириловец, до 1906 г. Синеджик (Синиджик);
- Тянево – преименувано през 1950 г., старо име Симеоново, до 1884 г. Садъ кьой.

### Област Шумен
- Велино – преименувано в чест на Вела Пискова[14] през 1950 г., старо име Доктор Стамболски, до 1934 г. Имрихор;
- Живково – преименувано през 1950 г., старо име Червена скала, до 1934 г. Къзъл кая;
- Ивански – преименувано в чест на партизанина Иван Кръстев през 1950 г., старо име Злокучен;
- Климент – преименувано през 1954 г., старо име Свети Климент, до 1934 г. Ембие Скендер;
- Ловец – преименувано през 1947 г., старо име Евдокия, до 1934 г. Хасаново;
- Лозево – преименувано през 1947 г., старо име Митрополит Симеон, до 1934 г. Дормуш;
- Миланово – преименувано в чест на партизанина Милан Борисов[15] през 1950 г., старо име Владимирци, до 1934 г. Вели бей;
- Наум – преименувано през 1950 г., старо име Свети Наум, до 1934 г. Ембие Сакаллъ;
- Хан Крум – преименувано през 1977 г., старо име Цар Крум, до 1899 г. Чаталар.

### Област Ямбол
- Дражево – преименувано в чест на революционера Георги Дражев през 1950 г., старо име Борисово, до 1890 г. Атлии;
- Златари – преименувано през 1951 г., старо име Полковник Златарево, до 1934 г. Коемджи гидик;
- Калчево – преименувано в чест на партизанина Георги Калчев през 1951 г., старо име Митирис, до 1934 г. Мидирис;
- Каменец – преименувано през 1950 г., старо име Телец, до 1934 г. Саранлъ ени кьой;
- Маленово – преименувано в чест на Мален Даев през 1950 г., старо име Пашино, до 1934 г. Паша кьой;
- Стройно – преименувано през 1960 г., старо име Свети Илия, до 1925 г. Инджиклии;
- Тенево – преименувано в чест на партизанина Кольо Тенев през 1950 г., старо име Тервел, до 1934 г. Фъндъклии.